# سئو یونا
سئو یونا (به انگلیسی: Seo Yuna) (زاده ۳۰ دسامبر ۱۹۹۲) خواننده و بازیگر اهل کره جنوبی است.
او یکی از اعضای گروه ای او ای می‌باشد.

## زندگی نامه
یونا در سال (۳۰ دسامبر ۱۹۹۲) در بوسان،کره جنوبی متولد شد.
یونا در سن هفت سالگی شروع به پیانو زدن کرد که باعث شد علاقه به خوانندگی پیدا کند.در سن ۱۸ سالگی پس از رضایت گرفتن از والدین به سئول مهاجرت کرد و با عمویش زندگی می کرد. بعد ها در کمپانی FNC entertainment استخدام شد.